# Vila do Corvo
Vila do Corvo là một huyện thuộc Vùng tự trị Açores, Bồ Đào Nha. Huyện này có diện tích 17 km², dân số thời điểm năm 2001 là 425 người.